# Penny Arcade (fumetto)
Penny Arcade è un fumetto online scritto da Jerry Holkins e illustrato da Mike Krahulik esordito 18 novembre 1998, quindi uno dei più vecchi fumetti online che riceva regolari aggiornamenti. Attualmente, nuove strisce sono postate ogni lunedì, mercoledì e venerdì.
La striscia ha come protagonisti i personaggi Tycho Brahe e Jonathan Gabriel ("Gabe"), alter ego dei due autori, che passano la maggior parte del loro tempo giocando e commentando videogiochi. Un altro tema, seppur meno comune, è il conflitto dei due personaggi nella vita reale. Il webcomic fa a volte riferimento anche ad altre sottoculture di Internet e a volte contiene delle battute spiegate dal news post che accompagna ogni striscia.
Inizialmente venivano richieste donazioni per il mantenimento del webcomic ma poi, grazie agli introiti della pubblicità e del merchandising, il sito, che attira centinaia di migliaia di visite al giorno, riesce a mantenersi da solo.

## Caratteristiche della striscia
La continuity è molto labile nella successione delle strisce per una scelta degli autori che non ne apprezzano il concetto stesso definendolo "dreaded continuity" (temuta continuità); ad esempio può capitare che un personaggio che muore in una striscia tornerà nella successiva sano e salvo. Volgarità, blasfemia e violenza sono comuni oltre al poco realismo e qualsiasi tipo di creatura è presente nel fumetto come zombie, un lettore di DivX parlante e Gesù. Alcune delle strisce sono disegnate dalla prospettiva dei personaggi di un videogioco o di un film, spesso somiglianti a Gabe e Tycho, e in genere pronti a fare qualche osservazione sarcastica su una caratteristica o un bug del gioco.
Penny Arcade è conosciuto anche per il tratto caratteristico e lo stile di inchiostratura di Krahulik, che usa linee spesse e colori vividi.

## Personaggi ricorrenti
Come già menzionato, Penny Arcade non è un fumetto caratterizzato da una grande continuità. La striscia è largamente incentrata sulle conversazioni tra Tycho e Gabe, ma a volte dei personaggi minori fanno la loro comparsa.
- Jonathan Gabriel - L'alter ego di Mike Krahulik nel fumetto, uno spirito libero sempre su di giri; indossa praticamente sempre una t-shirt di Pac-Man. Ha un tatuaggio raffigurante Pac-Man sul bicipite destro[7], ed un amore sconfinato per la line dance[8].
- Tycho Brahe (chiamato così in onore dell'omonimo astronomo) - L'alter ego di Jerry Holkins nel fumetto, pungente e sarcastico. Porta quasi invariabilmente una maglia a strisce blu. Gli piacciono i libri, i giochi di ruolo e smontare l'ego di Gabe[9].
- Kara - La moglie di Gabe. Ha i capelli color marrone-ramato ed in genere viene rappresentata con una t-shirt viola con su il volto di un orsetto sorridente. È diventata una giocatrice sotto l'influenza del marito, anche se ciò viene menzionato raramente nella striscia e viene menzionato solo nei news post scritti da Krahulik[10].
- Brenna - La moglie di Tycho, dai capelli rossi e con gli occhiali. Al contrario di Kara, non capisce veramente l'ossessione di suo marito per i videogiochi e le console[11]
- Div - Un lettore di DivX ubriaco con un carattere ostile ed intrattabile[12]
- Thomas Kemper alias The cat (Il gatto) - Un gatto con conoscenze informatiche avanzate, probabilmente anche un Microsoft Certified Systems Engineer. Thomas prende il nome dalla marca di bevande Thomas Kemper[13]
- Frank - Un manager di Software Etc o di Electronics Boutique (due delle principali catene di negozi di videogiochi negli Stati Uniti); in differenti strisce è stato visto lavorare in entrambi i negozi. È anche un veterano della Guerra del Vietnam con problemi di instabilità mentale. Spesso Frank risponde alle proteste o alle domande dei clienti con storie surreali di pattugliamenti nella giungla del Sud-Est Asiatico[14]
- Charles (precedentemente noto come Chuck) - Un improbabile fanatico utente Mac che ha subito una radicale trasformazione contemporaneamente all'uscita di macOS (nello specifico, nella striscia del 23 giugno 2000[15]
- Fruit Fucker 2000 - Un piccolo spremiagrumi robotico con una sfrenata voglia di estrarre del succo[16].
- Twist e Catsby - Un gatto antropomorfo ed un diavolo disegnati solo in tonalità seppia ed in strisce completamente isolate. Contrariamente a quanto si possa pensare, Catsby è il diavolo e Twispy il gatto. Tutto ciò che riguarda questi personaggi e le loro strisce è anche più bizzarro della continuità "regolare" di Penny Arcade. Il duo è stato creato per mistificare il fatto che apparentemente Gabe e Tycho non riuscissero a creare qualcosa che non piacesse ai loro lettori, ed anche per ironizzare sul regista Kevin Smith secondo il quale il suo film Jersey Girl era "not for the critics" (non per i critici). (Anche la prima apparizione di questa strana coppia è stata titolata "not for the critics"). Dopo aver dimostrato l'effettiva assurdità della frase di Smith, Twist e Catsby sono diventati, ironia della sorte, due dei personaggi più amati. Stampe delle loro strisce sono state vendute per oltre mille dollari[17].
- Randy Pinkwood - Un mezzobusto televisivo le cui notizie spesso contengono riferimenti alla sua dichiarata abilità sessuale[18]
- Mr. Tails - Una violenta scimmia con indosso una tuba. È stato spesso visto mordere più di un personaggio. Una volta ha anche donato il sangue a Tycho[19]
- Cardboard Tube Samurai (il Samurai dal Tubo di Cartone) - Un alter ego di Gabe, che usa un tubo di cartone come se fosse un samurai che impugna una katana[20].
- Mr. Period (Sig. Punto) - La tua utile guida alla lingua inglese[21].
- Jesus Christ (Gesù Cristo) - Il Signore e Salvatore della fede Cristiana. Anche un grande fan di sparatutto e di giochi di combattimento; gli piace sparare alle persone nei giochi online mentre stanno parlando[22].
- BatJew - Un amico di Tycho e Gabe. È vestito con una maglietta con su il simbolo di Batman - ma con la Menorah al posto della testa di pipistrello[23].
- Safety Monkey - Un caro amico di Tycho e Gabe dal cuore d'oro, con cui in genere se la prendono tutti[24].
- Dr. Raven Darktalon Blood - Un personaggio creato da Gabe per trarre profitto dal merchandising dei fumetti. È una parodia dei personaggi dei fumetti di Todd McFarlane, che non piacciono a Gabe[25].

## Impatto culturale
- A Krahulik e Holkins vengono commissionati lavori promozionali per nuovi videogiochi, con il loro caratteristico stile ed umorismo. Generalmente vengono accreditati solo come "Penny Arcade" invece dei loro veri nomi. Alcuni di questi lavori sono stati inclusi nelle distribuzioni dei giochi, e altri sono apparsi sui siti web ufficiali pre-lancio, come:
  - Brothers in Arms: Earned in Blood - Fumetto di Penny Arcade Archiviato il 26 febbraio 2005 in Internet Archive., un improbabile conversazione tra paracadutisti;
  - Tom Clancy's Rainbow Six 3: Raven Shield - Striscia a fumetti, un'illustrazione di una missione nel gioco;
  - Tom Clancy's Splinter Cell: Chaos Theory - Community Gallery, un divertente manuale di addestramento per nuovi operativi, camuffato da documento top secret;
  - Empire Earth II - , un esilarante esempio delle differenti tecnologie nel gioco.
- Child's Play: il 24 novembre 2003 gli autori di Penny Arcade annunciarono i loro piani per un'associazione benefica per bambini, la Child's Play, il cui scopo è quello di organizzare donazioni su vasta scala per l'Ospedale Pediatrico di Seattle. Nel primo anno hanno donato più di 250000 $ in contanti e giochi ed hanno esteso le loro operazioni nel 2004 per associarsi ad altri ospedali ad Oakland, San Diego, Houston e Washington. Durante le festività del 2004 hanno raccolto all'incirca 310000 $ per gli ospedali. I creatori del fumetto sono apparsi nello show Xplay della rete televisiva G4techtv per parlare del fumetto e della beneficenza.
- PAX 2004: il 12 aprile 2004 gli autori di Penny Arcade hanno annunciato PAX, il Penny Arcade Expo[26]. Il PAX 2004 è stato un evento di due giorni tenutosi a Bellevue, Washington tra il 28 agosto ed il 29 agosto 2004, e le loro speranze erano di farlo diventare un appuntamento annuale. Molti espositori, inclusi Microsoft e Ubisoft, hanno mostrato video e demo giocabili dei loro videogiochi di imminente rilascio. Microsoft ha concesso ai partecipanti di sperimentare un livello multiplayer di Halo 2 mesi prima che fosse venduto nei negozi, oltre ad un certo numero di giochi per Xbox, mentre Ubisoft ha mostrato Tom Clancy's Splinter Cell: Chaos Theory, Ghost Recon 2 e due altri titoli. Tra gli eventi ospitati dal primo PAX ci sono state esecuzioni musicali dal vivo di alcune band tra cui The Minibosses, Q&A panels featuring Krahulik e Holkins, assieme ad altri esponenti dell'industria dei computer e dei videogiochi, e l'Omegathon, un concorso in cui venti concorrenti hanno giocato una serie di giochi per vincere una collezione di videogiochi estremamente vasta, il cui valore è stato stimato in eccesso in 25000 $. I contendenti si sono sfidati in un gioco a dadi da tavolo, Halo (Xbox), Mario Kart: Double Dash!! (GameCube), Dance Dance Revolution, Doom (PC) e la versione originale di Pong. Sean Celaya ha sconfitto Kevin Potter nel round finale, portandosi a casa il premio finale e diventando il campione dell'Omegathon del PAX 2004. Il PAX 2005 è previsto dal 26 al 28 agosto 2005 al Meydenbauer Center di Bellevue, Washington, dove si è tenuto anche il primo PAX. Il PAX 2005 occuperà l'intero centro, diversamente dalla precedente esposizione. Gli sponsor includono Ubisoft e NCSoft; gli ospiti musicali The Minibosses, MC Chris, MC Frontalot e Optimus Rhyme si esibiranno dal vivo. Si dice che l'Omegathon II sarà un evento addirittura più elaborato del suo predecessore. Krahulik ha detto il 9 febbraio del 2005 su penny-arcade.com che al PAX 2005 consegneranno al vincitore dell'Omegathon un premio addirittura più grande del precedente.

## Nei media
- Penny Arcade Adventures: On the Rain-Slick Precipice of Darkness (2008): serie di videogiochi.